# カリーナサイクル
カリーナサイクル（Kalina cycle）とは、アンモニアと水の混合液体を利用した熱機関である。
温泉水発電の一手段として考えられている。まず、70℃以上の高温の水を蒸発器に入れ、アンモニア水を沸騰させる。ここで生成されたアンモニアの蒸気と水溶液は気液分離器に送られ、分離される。蒸気はタービンに送られ、ここで発電が行われる。この排気は、気液分離器で分離された水溶液（再生器で熱回収されている）に吸収され、凝縮器に送られる。凝縮器では、水温14℃の冷却水によって水溶液が冷却され、アンモニア循環ポンプに送られた後、再び再生器に向かう。水は蒸発器に戻り、水温50℃ほどの温水となって排出される。その後、役目を終えた冷却水は水温25℃程となり凝縮器から排出される。より多くの温泉で活用するために、小型化が望まれている。元々はアメリカのアレクサンダー・カリーナ（Alexander Kalina）が海洋温度差発電のための熱機関として考案したもので、従来のランキンサイクルと比較して発電効率が50%上昇するとされた。